# Saeløer
Le Sæløer est une ancienne galéasse norvégienne de 1919. Ce ketch aurique navigue sous pavillon allemand depuis les années 1980. 

Son port d'attache actuel est Kappeln en Allemagne.

## Histoire
La galéasse a été construite au chantier naval norvégien de Theodor Sveinungson  à Kragero en 1917. Il a été conçu comme un cargo à voile, sans moteur, selon des plans de l'architecte naval norvégien Colin Archer et lancé sous le nom Sæløer, nommé d'après les îles de phoques, un archipel situé dans le sud de la Norvège.
Dans les années 1930, il est équipé d'un moteur et poursuit sa carrière de caboteur sous le nom de Bygda. En 1946, il subit une révision générale, et continue de servir au transport de frets différents jusqu'à la fin des années 1960.
Dans les années 1980, le navire est restauré fidèlement à ses origines d'après les plans originaux se trouvant au Musée norvégien de la marine et reprend aussi son nom d'origine.  
Depuis lors, le ketch navigue comme voilier privé et participe à certaines manifestations maritimes comme la Semaine de Kiel, la Rum-Regatta (de) et la Hanse Sail de Rostock. Le plus long voyage entrepris par le Sæløer en  1997 fut les Îles Féroé dans le Nord de l'Atlantique.